# Сахарская Арабская Демократическая Республика
Саха́рская Ара́бская Демократи́ческая Респу́блика (САДР, араб. الجمهورية العربية الصحراوية الديمقراطية‎; исп. República Árabe Saharaui Democrática, RASD; Саха́рская Респу́блика, араб. الجمهورية الصحراوية‎; исп. República Saharaui, также известна как Западная Сахара) — частично признанное государство, претендующее на бо́льшую часть территории бывшей испанской колонии в Западной Сахаре, но фактически контролирующее на сегодняшний день лишь некоторую восточную её часть — так называемую Свободную зону.
Западная Сахара на севере граничит с Марокко, на северо-востоке — с Алжиром, на востоке и юге — с Мавританией, с запада омывается Атлантическим океаном; Свободная зона имеет выход к океану на юго-западе.
Заявленная территория — около 266 тыс. км², фактическая — около 50 тыс. км². Население заявленной территории — около 270 тысяч, фактической — около 40 тысяч человек. Заявленная столица — Эль-Аюн; фактическая временная столица (место расположения органов власти) — Тифарити (вместо Бир-Лелу ранее).
Историческое название: Вади-Захаб (Рио-де-Оро) и Сегиет-эль-Хамра («Золотая речка и Красный ручей»). Прежнее название — Испанская Сахара.

Фактическая (серый цвет) и неконтролируемая (штриховка) территория САДР

## История
До 1975 года регион был испанской колонией. 6 ноября 1975 года король Марокко Хассан II  организовал так называемый «Зелёный марш». По его призыву 350 тыс. безоружных марокканцев, среди которых были женщины и дети, вошли на территорию Западной Сахары, не встречая сопротивления, аннексия состоялась. Южная часть (1/3) Западной Сахары была захвачена Мавританией.
В 1979 году, после отказа Мавритании от прав на южную часть Западной Сахары, последняя была полностью оккупирована Марокко; эта территория, бо́льшую часть которой оно сейчас контролирует, рассматривается им как свои так называемые Южные провинции.
27 февраля 1976 года Фронт Полисарио, ведущий партизанскую войну против марокканских войск при поддержке Алжира, провозгласил Западную Сахару независимым государством под названием Сахарская Арабская Демократическая Республика (САДР).

Марокканская стена, контролируемая территория САДР (жёлтый цвет) и поэтапно отрезанные от САДР оккупированные территории (прочие цвета)

В настоящее время независимость САДР признали 84 государства — члена ООН. Республика является членом Африканского союза (бывшая Организация африканского единства) с 1982 года. Президент САДР, генеральный секретарь Фронта Полисарио (1976—2016) — Мухаммед Абдельазиз.
Власти САДР контролируют восточную часть Западной Сахары, именуемую Свободной зоной, которая простирается узкой полосой между возведённой Марокко системой оборонительных валов, именуемой властями САДР «Стеной позора», и восточной границей Западной Сахары.
Требуя проведения референдума о судьбе территории, ООН отказывается как согласиться с оккупационной аннексией Западной Сахары Марокко, так и признать самопровозглашённую САДР с принятием в свой состав.

## Юридический аспект
16 октября 1975 года по просьбе Генеральной Ассамблеи ООН Международный суд в Гааге принял консультативное заключение, в котором указывалось, что эта территория в доколониальные времена не была «terra nullius» (ничьей землёй), признавалось существование ранее определённых связей между племенами этой территории как с королём Марокко, так и с племенами Мавритании. Однако, по мнению Международного суда, эти связи не могут препятствовать осуществлению населением Западной Сахары своего права на самоопределение.
Согласно международному праву, регион имел и имеет право на независимость. В частности, сам факт аннексии Западной Сахары является нарушением Декларации ООН № 1514 «О предоставлении независимости колониальным странам и народам», а именно:
- отказав жителям Испанской Сахары в проведении референдума, Марокко и Мавритания нарушили статью 1 («все народы имеют право на самоопределение; в силу этого права они свободно устанавливают свой политический статус»), статью 5 («во всех <…> территориях, ещё не достигших независимости, должны быть незамедлительно приняты меры для передачи всей власти народам этих территорий»);
- разделив Западную Сахару на 2 части, Марокко и Мавритания нарушили статью 6 («всякая попытка, направленная на то, чтобы частично или полностью разрушить национальное единство и территориальную целостность страны, несовместима с целями и принципами Устава Организации Объединённых Наций»);
- долгосрочная задержка при подготовке в проведении референдума со стороны мирового сообщества нарушает статью 2 («недостаточная политическая, экономическая и социальная подготовленность или недостаточная подготовленность в области образования никогда не должны использоваться как предлог для задержки достижения независимости»);
- все государства мира, признающие Западную Сахару частью Марокко, нарушают статью 7 («все государства должны строго и добросовестно соблюдать положения <…> настоящей Декларации»).

## География

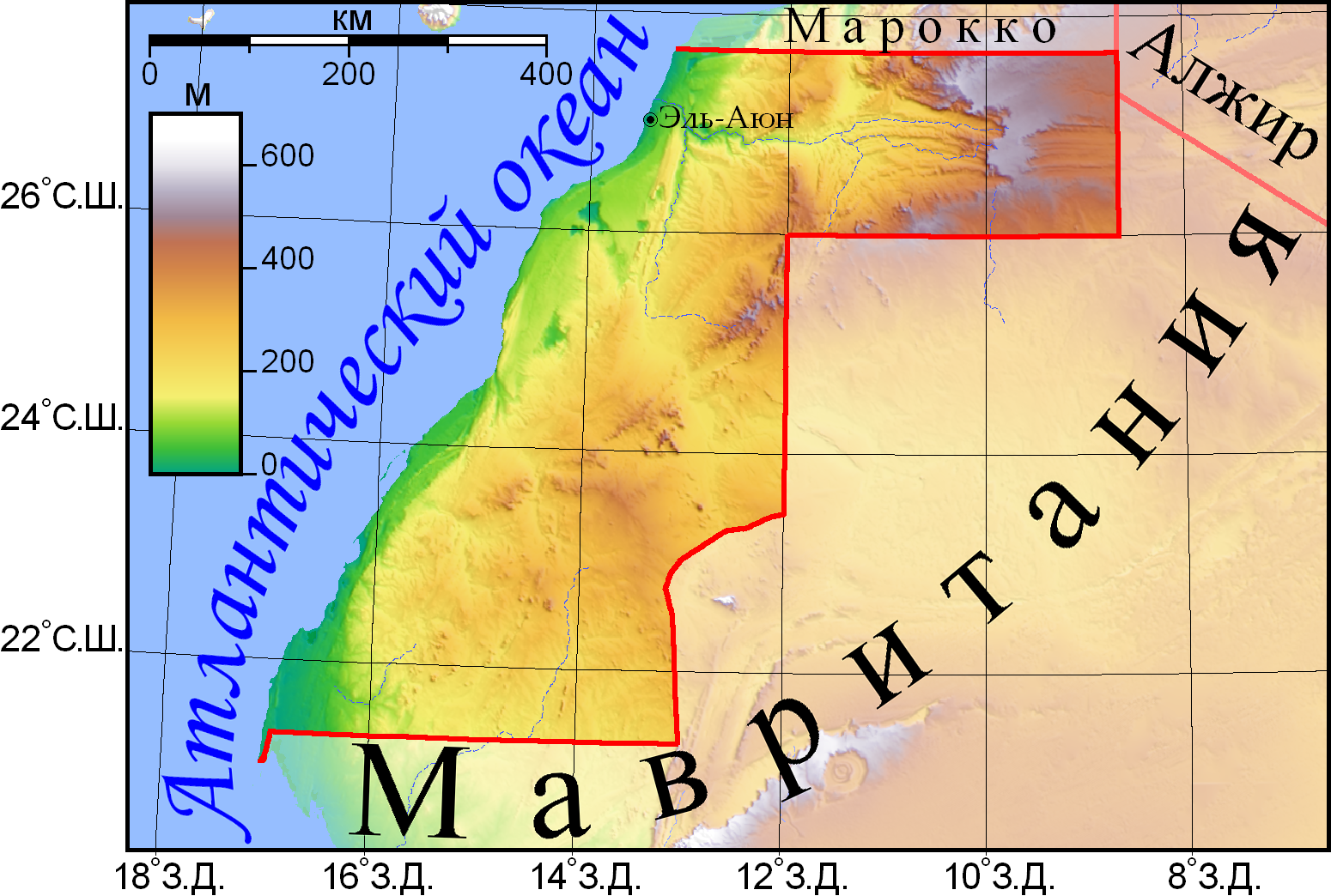

Атлантическое побережье Западной Сахары занято аккумулятивной приморской низменностью, переходящей на востоке в возвышенные цокольные равнины с останцовыми массивами. На северо-восток заходят отроги ступенчатого плато Драа высотой до 823 м. Развеваемые пески и дюны занимают значительные площади в Западной Сахаре. Важнейшими полезными ископаемыми являются фосфориты, а также железные руды и нефть на шельфе.
Климат тропический пустынный, жаркий во внутренних районах (+25—+30 °C) и более мягкий на побережье за счёт влияния холодного Канарского течения (+17—+20 °C). Эпизодические осадки выпадают весной и осенью (50—200 мм в год). Сильные ветры регулярно поднимают пыльные бури. Постоянных рек в Западной Сахаре нет, а временные водотоки многочисленны во время дождей (Сабалера, Сагия-эль-Хамра, Эль-Фуш).
Бедный разрежённый растительный покров представлен пустынной растительностью — галофитами (солянки, сарсазан…) и стелющимися злаками, а на побережье — молочаями. В оазисах и низовьях уэдов, занимающих 3,8 % территории, произрастают пальмы и акации и выращиваются зерновые культуры (пшеница, пшено, ячмень), фрукты, овощи, финики. Кочевые племена разводят свыше 300 тысяч голов скота (козы, овцы, верблюды), которые почти свели на нет и без того скудную растительность; в результате исчезли несколько видов газелей, антилопа аддакс и другие дикие животные. Из копытных ещё встречаются газель-доркас, из хищных — шакал, гиена, лисица фенек. На побережье располагаются крупные колонии перелётных куликов и места отдыха розовых фламинго. В прибрежных водах ежегодно вылавливается около пяти тысяч тонн рыбы.

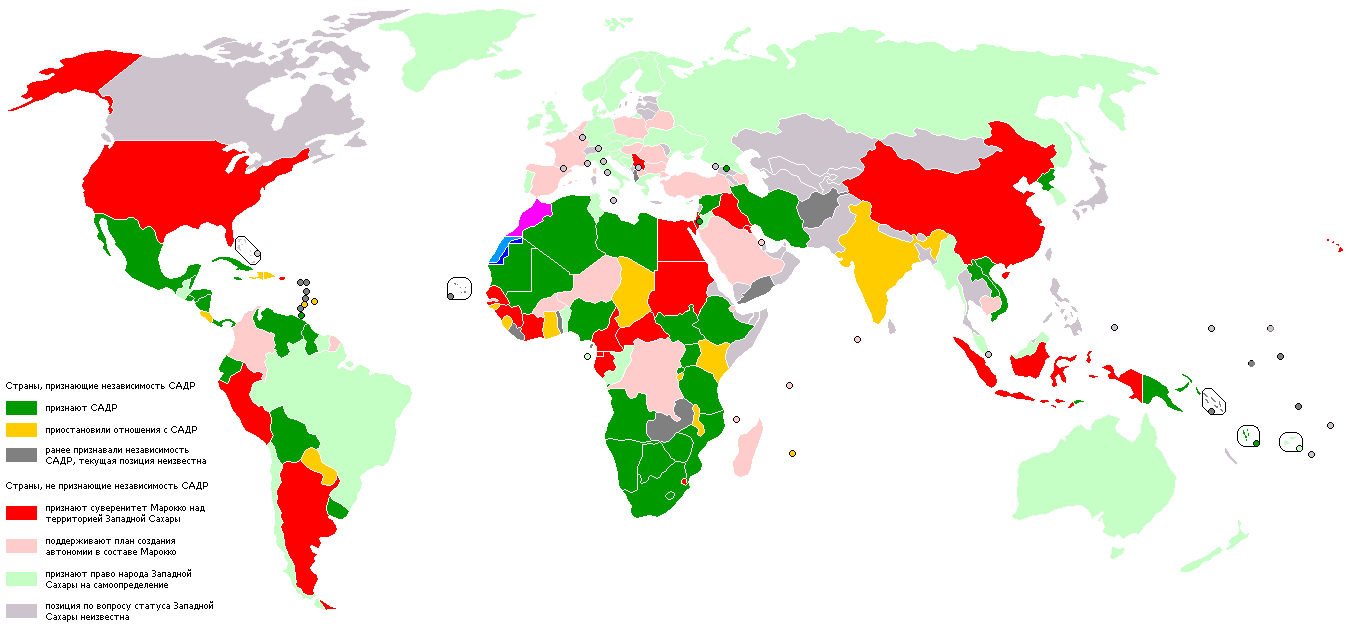
Международное признание САДР

Западная Сахара не приспособлена для оседлого сельского хозяйства из-за жаркого засушливого климата и каменистой, песчаной почвы. Тем не менее, кочующие пастухи разводят овец, коз и верблюдов.
На территории Западной Сахары имеются богатые залежи фосфатов, особенно в Бу-Краа. Разработка месторождений началась в начале 1970-х годов.

## Население

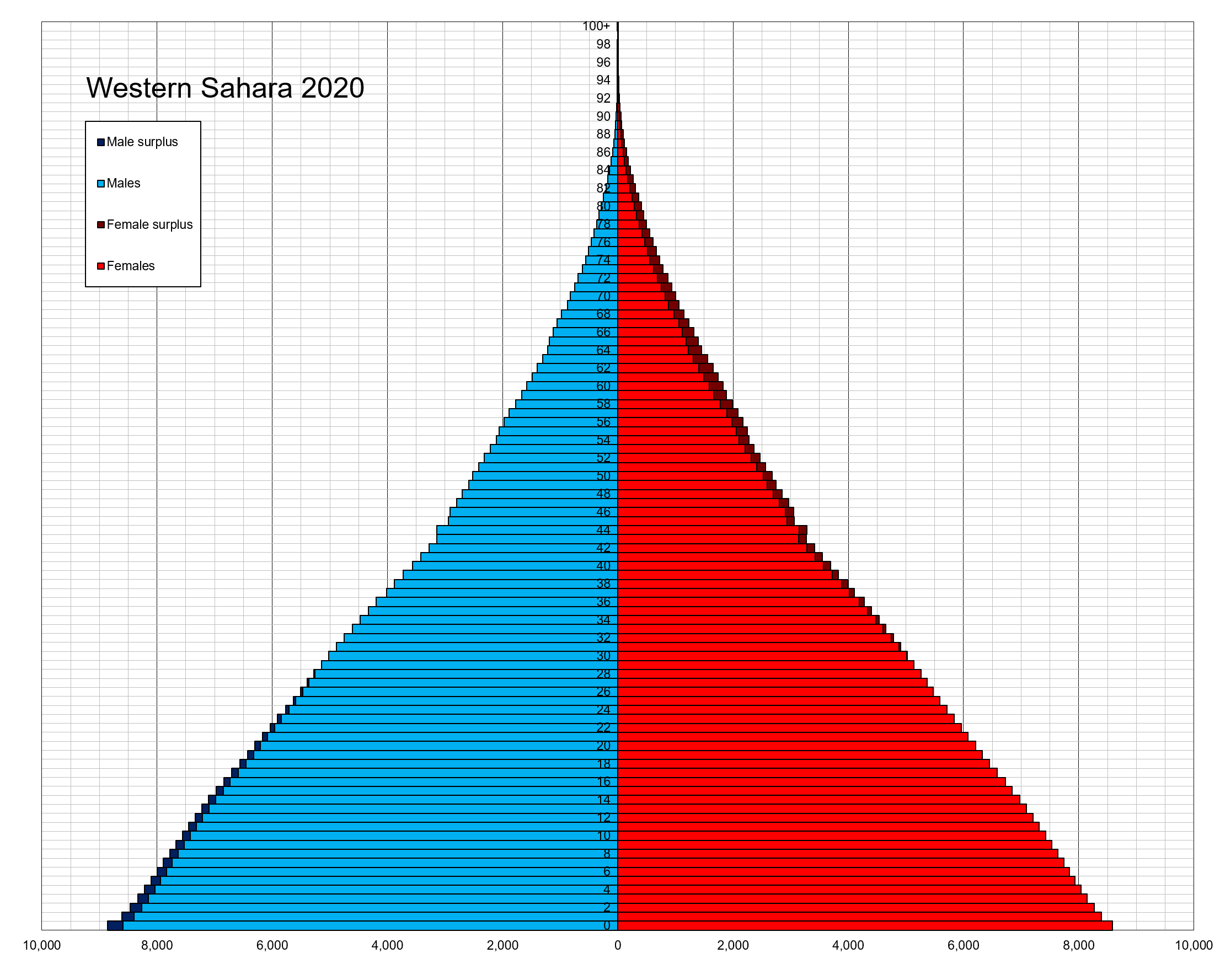
Демографическая пирамида Западной Сахары в 2020

Население — 256 177 человек (оценка 2002 года), в основном берберы и арабы (сахарави).

## Часовые пояса
В Сахарской Арабской Демократической Республике принято западноевропейское время (WET; часовой пояс UTC±0:00). На летнее время САДР не переходит.

## Экономика
Сахарская Арабская Демократическая Республика является бедным государством, ВВП на душу населения оценивается 2500 долл. США (2007 г.), около 50 % населения занято в сельском хозяйстве (главным образом кочевое и полукочевое скотоводство, оазисное земледелие), примерно столько же в сфере услуг, промышленность не развита.
В подконтрольной марокканской администрации части страны ведётся разработка фосфоритов (месторождения Бу-Краа), около 1,0 млн т. В прибрежной зоне Атлантики — незначительное рыболовство, несмотря на богатые биоресурсы (рыба и морепродукты). Транспортная сеть развита слабо. Имеются асфальтированная автомобильная дорога (1,8 тыс. км) Эль-Аюн —Тарфая—Агадир (Марокко), грунтовые дороги, между Бу-Краа и Эль-Аюном — канатная дорога длиной 110 км для транспортировки фосфоритов. В Эль-Аюне и Дахле — морские порты и аэропорты.
Внешняя торговля также контролируется марокканской администрацией, основную часть экспорта составляют фосфаты (до 60 %), продукция скотоводства. Импортируются топливо, машины, продукты питания и иные промышленные товары. Фактическая денежная единица: марокканский дирхам.
Через юго-восточный угол проходит участок Мавританской железной дороги.